# ریموند چندلر
ریموند تورنتون چندلر (به انگلیسی: Raymond Thornton Chandler) (زاده ۲۳ ژوئیه ۱۸۸۸ - درگذشته ۲۶ مارس ۱۹۵۹)، یکی از برترین نویسندگان رمان جنایی و پلیسی بود. از بیشتر آثار وی نسخه‌های متعدد سینمایی اقتباس شده‌است.

## زندگی
ریموند چندلر در ۲۳ ژوئیهٔ ۱۸۸۸ در شیکاگو، ایلینوی به دنیا آمد، ولی سال‌های اولیه زندگی را در پلاتسمووته، نبراسکا سپری کرد. پس از آن‌که پدر که الکلی بود آن‌ها را ترک کرد، به همراه مادر به کرویدون انگلستان رفت و در آنجا با حمایت‌های دایی‌اش با مادر، مادربزرگ و خاله‌اش زندگی کرد. او در کالج دالویچ تحصیل کرد و به جز سفرهای تحصیلی که به منظور تقویت زبان خارجی به فرانسه و آلمان داشت، به دانشگاه نرفت. در سال ۱۹۰۷ به تابعیت انگلستان درآمد و سال بعد به عنوان خبرنگار شروع به کار کرد، در همین سال بود که اولین شعرش منتشر شد.

چندلر در سال ۱۹۱۲ به آمریکا بازگشت و در سان فرانسیسکو ساکن شد. در آنجا در دوره شبانه حسابداری شرکت کرد. در سال ۱۹۱۳ به همراه مادر به لس آنجلس رفت و در یک لبنیاتی به عنوان حسابدار مشغول به کار شد. چندلر در طول جنگ جهانی اول در ارتش کانادا خدمت کرد و سپس به نیروی هوایی منتقل شد. ریموند چندلر در سال ۱۹۲۴ با پرل سیسلی هالبرت ازدواج کرد.

## کتابشناسی

### رمان
- خواب گران (۱۹۳۹) - ترجمهٔ قاسم هاشمی نژاد
- بدرود، محبوبم (۱۹۴۰)
- پنجره مرتفع (۱۹۴۲) - ترجمهٔ حسن زیادلو
- بانوی دریاچه (۱۹۴۳) - ترجمهٔ کاوه میرعباسی
- خواهر کوچیکه (۱۹۴۹) - ترجمهٔ اسماعیل فصیح
- خداحافظی طولانی (۱۹۵۳) - ترجمهٔ فتح اله جعفری جوزانی
- حق‌السکوت (۱۹۵۸) - ترجمهٔ احسان نوروزی
- از اول(۱۴۰۱)، ترجمه فتح اله جعفری جوزانی، تهران: انتشارات آناپنا
- بدرود محبوب من(۱۴۰۱)، ترجمه فتح اله جعفری جوزانی، تهران: انتشارات آناپنا
- بانویی در دریاچه(۱۴۰۱) ترجمه فتح اله جعفری جوزانی، تهران: انتشارات آناپنا
- خواب ابدی(۱۴۰۱) ترجمه فتح اله جعفری جوزانی، تهران: انتشارات آناپنا
- پنجره بالایی(۱۴۰۱)ترجمه فتح اله جعفری جوزانی، تهران: انتشارات آناپنا
- خواهر کوچیکه(۱۴۰۱)ترجمه فتح اله جعفری جوزانی، تهران: انتشارات آناپنا

### داستان کوتاه
- یشم سبز ماندارین(۱۳۹۹)ترجمه فتح اله جعفری جوزانی، چاپ دوم، تهران: انتشارات آناپنا
- بی سیتی بلوز (آواز غم‌انگیز بی سیتی) (۱۳۹۹)ترجمه فتح اله جعفری جوزانی، چاپ دوم، تهران: انتشارات آناپنا
- قاتل در باران (۱۳۹۹)ترجمه فتح اله جعفری جوزانی، چاپ دوم، تهران: انتشارات آناپنا
- مردی که سگ‌ها را دوست داشت (۱۳۹۹)ترجمه فتح اله جعفری جوزانی، چاپ دوم، تهران: انتشارات آناپنا
- نشان دهنده(۱۳۹۹)ترجمه فتح اله جعفری جوزانی، چاپ دوم، تهران: انتشارات آناپنا
- پرده (۱۳۹۹)ترجمه فتح اله جعفری جوزانی، چاپ دوم، تهران: انتشارات آناپنا
- اسلحه‌ها در کاباره سیرانو(۱۳۹۹)ترجمه فتح اله جعفری جوزانی، چاپ دوم، تهران: انتشارات آناپنا
- ماهی آکواریوم(۱۳۹۹)ترجمه فتح اله جعفری جوزانی، چاپ دوم، تهران: انتشارات آناپنا
- دردسر شغل من است (۱۳۹۹)ترجمه فتح اله جعفری جوزانی، چاپ دوم، تهران: انتشارات آناپنا
- منتظر می مونم (۱۳۹۹)ترجمه فتح اله جعفری جوزانی، چاپ دوم، تهران: انتشارات آناپنا
- باد سرخ (۱۳۹۹)ترجمه فتح اله جعفری جوزانی، چاپ دوم، تهران: انتشارات آناپنا
- سعی کن دختره را پیدا کنی (۱۳۹۹)ترجمه فتح اله جعفری جوزانی، چاپ دوم، تهران: انتشارات آناپنا
- قتل در باران (۱۹۳۵)
- آدمکش تازه‌کار

## فیلم‌نامه
- کوکب آبی
- غرامت مضاعف
- بیگانگان در ترن
- پلی‌بک (به مرحله تولید نرسید)